# Кон-Тики (фильм, 2012)
«Кон-Ти́ки» (норв. Kon-Tiki) — исторический фильм-биография 2012 года норвежских режиссёров Йоахима Рённинга и Эспена Сандберга, посвящённый экспедиции Тура Хейердала на плоту «Кон-Тики» в 1947 году. Роль Тура Хейердала исполнил Пол Сверре Хаген. Кинокартина является международным проектом Норвегии, Дании, Германии, Швеции и Великобритании.
Фильм выдвигался на соискание премий «Золотой глобус» и «Оскар» как «лучший фильм на иностранном языке», что сделало его первым норвежским фильмом в данных номинациях. Кроме того, он стал самым кассовым фильмом 2012 года в Норвегии и самым дорогим фильмом страны на сегодняшний день.

## Сюжет
Фильм повествует о легендарном путешествии Тура Хейердала, которому удалось добраться из Южной Америки в Полинезию на плоту. Он с небольшой командой преодолел 3770 морских миль (6980 км) пути в водах Тихого океана, перевернув представление о границах возможностей человека. Хотя общепринятые этнографические теории того времени утверждали, что Полинезия была заселена народами, мигрировавшими с запада, Хейердал, этнограф и искатель приключений, намеревался доказать собственную теорию о том, что поселенцы из Южной Америки заселили острова ещё в доколумбовы времена.
Отмечая сходство между статуями, найденными в Южной Америке, и полинезийскими моаи, теория Хейердала о происхождении полинезийского народа подкрепляется местным фольклором, рассказывающим о древнем племени под названием ханау эпе, которое, как говорят, когда-то населяло остров Пасхи. Большинство экспертов считали, что подобное путешествие через бескрайний океан вряд ли могло быть успешным. С целью проиллюстрировать его возможность, Хейердал вместе с единомышленниками строит плот из древесины бальсы, используя приблизительно те же методы, которые применялись 1500 лет назад коренными народами региона. Хотя сам он не умеет плавать, а также совершенно не владеет навыками навигации на парусных судах, он отправляется в опасное путешествие длиной 4300 морских миль через Тихий океан из Перу в Полинезию на борту небольшого плота вместе с командой из пяти человек и попугаем ара по имени Лорита.
В течение трёх месяцев на борту примитивного судна, названного в честь бога солнца и шторма инков Кон-Тики, экспедиция, имитирующая предполагаемое путешествие древних племён от побережья Перу к полинезийским островам, испытывала всевозможные невзгоды, вроде беспощадных морских штормов, нападений акул и прочих опасностей открытого океана.
Так или иначе путешественники в конце концов достигают Полинезии. Сам Хейердал, прожив некоторое время на одном из островов, возвращается домой и после развода с женой решает открыть музей «Кон-Тики» в столице Норвегии Осло.

## В ролях
- Пол Сверре Хаген — Тур Хейердал
- Андерс Босмо Кристиансен[англ.] — Герман Ватцингер
- Густаф Скарсгард — Бенгт Даниельссон
- Одд-Магнус Уильямсон[англ.] — Эрик Хессельберг
- Тобиас Зантельман — Кнут Хёугланн
- Якоб Офтебро — Турстейн Робю
- Агнес Киттельсен — Лив Хейердал
- Питер Уайт — профессор Герберт Спинден[англ.]

## Награды и номинации
- 2012 — приз зрительских симпатий на Норвежском кинофестивале.
- 2013 — номинация[5] на премию «Оскар» за лучший фильм на иностранном языке.
- 2013 — номинация на премию «Золотой глобус» за лучший фильм на иностранном языке.
- 2013 — премия «Аманда» за лучшую мужскую роль (Пол Сверре Хаген), лучшую работу художника (Карл Юлиуссон) и лучшие спецэффекты (Арне Кёупанг), а также пять номинаций: лучший норвежский фильм (продюсеры Оге Оберге и Джереми Томас), лучшая режиссура (Юаким Рённинг и Эспен Сандберг), лучшая операторская работа (Геир Хартли Андреассен), лучший монтаж (Пер-Эрик Эриксен и Мартин Штольц) и лучший звуковой монтаж (Тормод Рингнес и Борд Ингебретсен)[7][8][9].

## Производство
Съёмки фильма проходили на Мальдивских островах, Мальте, в Норвегии, США, Болгарии и Таиланде.

## Кассовые сборы
«Кон-Тики» вышел на экраны Норвегии 24 августа 2012 года, установив кассовый рекорд за первый уикенд (164 191 проданный билет), и собрал по итогам проката 14 111 514 долларов.